# Chancery Lane (metrostation)
Chancery Lane is een station van de metro van Londen aan de Central Line. Het station is geopend in 1900. Het station ligt niet aan de gelijknamige straat maar aan High Holborn, iets voorbij het noordelijk eind van Chancery Lane. Chancery Lane is een van de weinige Londense metrostations die geen bovengrondse gebouwen hebben.

## Geschiedenis
Het station werd op 30 juli 1900 geopend door de Central London Railway (CLR), de latere Central Line, als onderdeel van het initiële deel van de lijn. Zoals voor de Eerste Wereldoorlog gebruik was werden vier liften geïnstalleerd om de reizigers tussen de stationshal en de perrons te vervoeren. Het stationsgebouw stond toen aan de noordkant van High Holborn op de nummers 31-33 vlak bij de Chancery Lane aan de zuidkant. In 1934 werd een ondergrondse stationshal onder het kruispunt van Holborn met Gray's Inn Road gebouwd, ongeveer 122 m ten oosten van de oorspronkelijke ingang. Deze verplaatsing was noodzakelijk in verband met de gewenste roltrappen die niet recht maar schuin lopen. De nieuwe stationsingang werd op 25 juni 1934 in gebruik genomen, terwijl het oude werd gesloten. Als verwijzing naar de nieuwe ligging werd het station omgedoopt in Chancery Lane (Gray's Inn), hoewel het achtervoegsel gaande weg weer verdween.
Toen de CLR de metrotunnels bouwde leidde ze deze, om te voorkomen dat ze onder gebouwen doorliepen onder andere om trillingen te beperken, onder de bestaande straten. Hierom liggen de perrons bij Chancery Lane boven elkaar, de tunnel naar het oosten ligt 20 meter diep, die naar het westen 24 meter diep. 

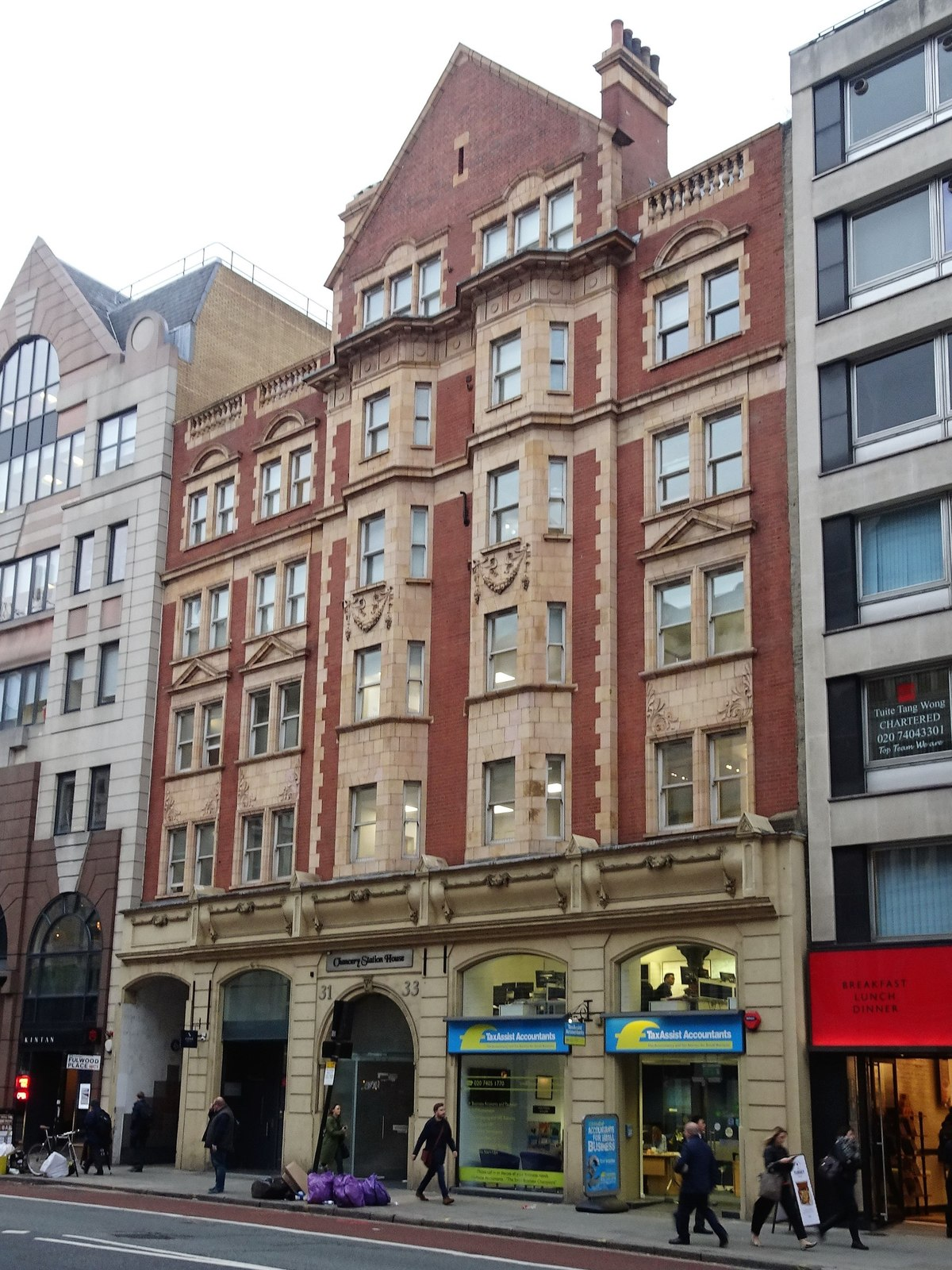
Het stationsgebouw uit 1900.
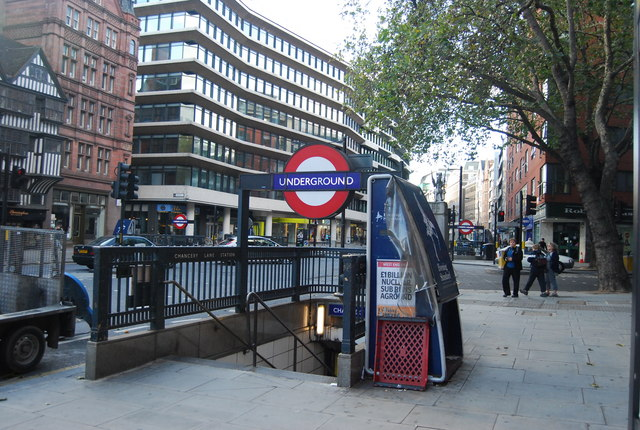
Een van de ingangen uit 1934.
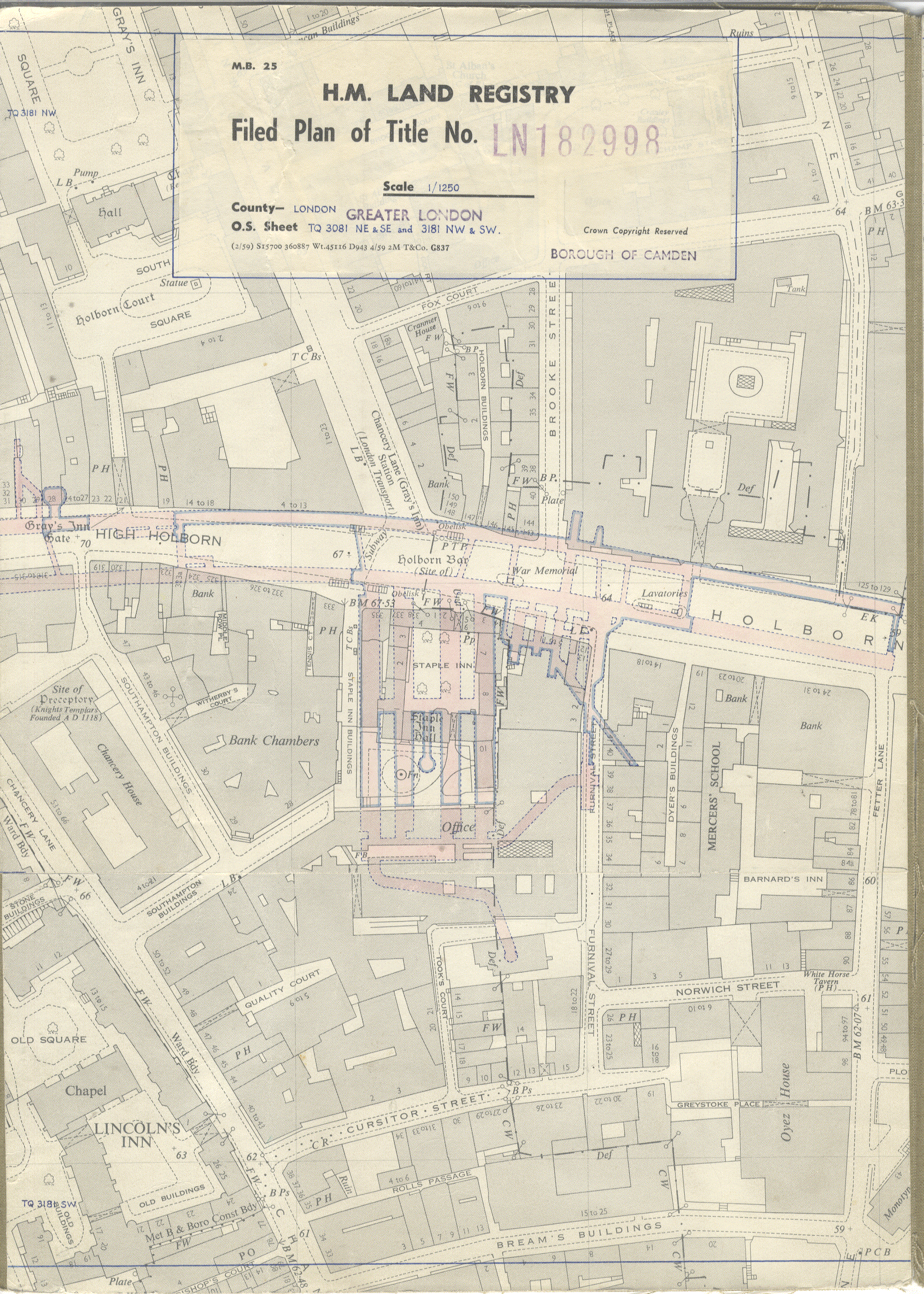
De schuilkelder in het roze op de kaart van het gebied rond het station.

## Schuilkelder
Het is een van de acht metrostations met een schuilkelder eronder, de andere zeven liggen onder de Northern Line. De toegang tot de schuilkelder liep via de liftkokers in het oorspronkelijke stationsgebouw en ingangen in Furnival Street en Took's Court. Onder de Northern Line werden de schuilkelders zo gebouwd dat ze later als stations voor een express-metro gebruikt zouden kunnen worden. De indeling van de schuilkelder bij Chancery Lane is gebouwd volgens hetzelfde concept en kreeg daarom twee lange tunnels ten noorden, respectievelijk ten zuiden, van en parallel aan die van de Central Line. Aan de zuidkant van Holborn liep de schuilkelder door met meerdere ruimtes onder de bestaande bebouwing. De kelder werd in het begin van de jaren 40 gebouwd, maar werd gebruikt als Government Communications Centre in plaats van als schuilkelder. In 1949 werd het GCC hergebruikt als de GPO-telefooncentrale van Kingsway. 

## Ongeval
Op 25 januari 2003 ontspoorde een metrostel type 1992 bij Chancery Lane, waarbij 32 passagiers gewond raakten, nadat een motor van de trein was losgeraakt. Alle diensten op de Central Line en de Waterloo & City Line, die beide type 1992 gebruikten, werden opgeschort, omdat de metrostellen uit dienst moesten gedurende het onderzoek. Naar aanleiding van het onderzoek werden de metrostellen aangepast.

## Fotoarchief
- London Transport Museum Photographic Archive
  - Chancery Lane, 1914
  - Ondergrondse verdeelhal in 1934
  - De ingang op de hoek van Gray's Inn Road in 1934